# Parque das Águas (Juiz de Fora)
Parque das Águas é um bairro na cidade de Juiz de Fora, Minas Gerais, Brasil, na região do bairro Monte Castelo, Zona Norte. Há uma encosta ligando este bairro ao Nova Germânia. Em 2016, o Parque das Águas obteve a 9ª posição no ranking de bairros com maior número de mortes violentas entre 2011 e 2016, totalizando 12 mortes. Em 2018, foi revelado que a CEMIG parou de enviar leituristas a uma das ruas do bairro, por serem ameaçados.
O condomínio Minha Casa, Minha Vida do Parque das Águas fica o lado do condomínio Minha Casa, Minha Vida do Nova Germânia.

## Educação
Há no bairro a Escola Municipal Jovita de Montreuil Brandão, inaugurada em 2014, que tem capacidade para 300 estudantes em 11 salas de aula. Estão presentes no local sala de reforço escolar, refeitório, cozinha, biblioteca, área de convivência e quadra poliesportiva.
Moradores do bairro compõem 90% dos estudantes da Escola Estadual Deputado Olavo Costa, no bairro Monte Castelo, a escola com pior desempenho no ENEM 2014 entre todas da cidade. Os profissionais têm medo em dar aula na unidade, e por isto é difícil preencher vagas, há muita rotatividade, e também afastamentos/desligamentos. As turmas do período noturno foram encerradas por motivos de segurança. A infraestrutura deixa a desejar, sem laboratório e informática adequado, datashow, carteiras e ventiladores quebrados, e quadros velhos. O modelo pedagógico do estado, que não recupera o aluno com deficit de aprendizagem, também desmotiva os professores.

## Minha Casa, Minha Vida
Um conjunto habitacional de 565 casas, do programa Minha Casa, Minha Vida e Prefeitura Casa Própria foi entregue neste bairro em 2012, localizando-se na confluência com os bairros Monte Castelo, Borboleta e Caiçaras. O terreno, que era da antiga Fazenda Santa Cândida, foi doado pela Prefeitura. É o sexto condomínio Minha Casa, Minha Vida na cidade. As casas possuem dois quartos, sala, banheiro, cozinha e área externa, além de aquecedor solar (de água). Possuem também falhas estruturais (indicado como o principal problema pelos moradores), como trincas nas paredes, entrada de água pelas laterais, e falta de pisos. Esses problemas ficam mais óbvios quando chove, e levaram a Defesa Civil a declarar necessidade de revisão das obras (ainda em 2012), e o Ministério Público Federal a ajuizar uma ação civil pública contra a Construtora Cherem, em 2015. Há também falta de serviços básicos (telefonia fixa, creches, escolas, unidades de saúde), policiamento deficitário (o mais reclamado pelos moradores), e ocupação irregular (aluguel, venda, e invasão dos imóveis por pessoas não sorteadas).
Foram constatados vícios de projeto, que não foi planejado para as condições topográficas do local onde as residências foram implantadas. Nas construções, há um vão de 12 cm entre a alvenaria e a cobertura que permite a passagem de vento e água. A água acumula sobre o forro, que é de PVC. Há casos onde o forro cedeu devido ao peso da água. O MPF concluiu que esses vícios têm ocasionado danos aos moradores como perdas de móveis e eletrodomésticos, além dos danos morais. Os moradores acreditam que estão realizando o sonho da casa própria e se veem na contingência de viver em moradias que não apresentam condições adequadas de habitação em época de chuva. Estão sujeitos até mesmo a problemas de saúde decorrentes da umidade e do contato com a água. [...] Houve lesão imaterial própria da coletividade, sobretudo ao acesso da população de baixa renda à moradia digna.— Procurador da República Marcelo Borges de Mattos Medina

O planejamento equivocado desses residenciais resultou nos problemas que temos presenciado. Hoje funciona como um depósito de gente, pessoas com diversidade cultural e ideológica muito vasta foram deslocadas para esses residenciais, sem ter havido um trabalho preparatório anterior. O Parque das Águas é um barril de pólvora, chega a ser desumano.

Secretário de Governo em 2013, José Soter de Figueirôa Neto.
Os moradores são expulsos de suas casas por traficantes, que transformam as casas em bocas de fumo, esconderijos, e bares irregulares, especialmente quando se trata de casas onde não moram homens, isto é, onde moram somente uma mãe com os filhos pequenos. Apesar disto, por medo de represálias, os moradores preferem não denunciar os casos, e quando vão a uma delegacia, preferem não registrar a denúncia.
A maior parte dos assassinatos acontecidos neste condomínio são relacionados com tráfico de drogas e brigas de gangues: ao haver concessão dos imóveis para as famílias sorteadas, foram misturadas pessoas de bairros diferentes, que compõem gangues rivais.